# Lý Hóa Long (nhà Minh)
Lý Hóa Long (chữ Hán: 李化龙, 1555 – 1624), tên tự là Vu Điền, người huyện Trường Viên, phủ Đại Danh, hành tỉnh Bắc Trực Lệ , là quan viên, tướng lãnh trung kỳ đời Minh trong lịch sử Trung Quốc. Ông vốn là quan văn, nhưng nhiều lần đứng đầu khu vực đang có chiến sự, từng làm chủ soái của chiến dịch Bình Bá thời Minh Thần Tông.

## Khởi nghiệp
Năm Vạn Lịch thứ 2 (1574), Hóa Long đỗ tiến sĩ, được trừ chức Tung (huyện) tri huyện. Hóa Long mới 20 tuổi, thư lại xem thường ông. Hóa Long ngầm xét chỗ gian trá của họ, đều gọi đến để xử lý theo pháp luật, khiến trong huyện yên ổn. Hóa Long được thăng làm Nam Kinh Công bộ chủ sự, từng làm Hữu thông chánh sứ.

## Phòng vệ biên thùy
Mùa hạ năm thứ 22 (1594), Hóa Long được cất nhắc làm Hữu thiêm Đô ngự sử, Tuần phủ Liêu Đông. Ban đầu, Tổng binh quan Lý Thành Lương đánh bại và giết chết người Thái Ninh bộ là Tốc Bả Hợi, con trai ông ta là Sao Hoa chiếm cứ phía bắc Liêu Dương , ở giữa vùng Lưỡng Hà (Hà Tây và Hà Đông), cấu kết với người Thổ Man mưu đồ gây hấn. Tháng 4 ÂL năm ấy, con trai Tốc Bả Hợi và anh trai Sao Hoa là Bả Thỏ Nhi vây Liêu Dương, người Đóa Nhan bộ là Tiểu Ngạt Thanh, người Phúc Dư bộ là Bá Ngôn Nhi chia nhau xâm phạm 2 vệ châu Cẩm , Nghĩa , cướp bóc Tế Hà (tây bộ Liêu Ninh), khiến tuần phủ Hàn Thủ Thiện chịu miễn quan. Hóa Long nhận chức được 2 tháng, Bả Thỏ Nhi cùng bọn Bá Ngôn Nhi cướp Trấn Vũ bảo , còn hẹn với người Thổ Man là Bặc Ngôn Đài Chu xâm phạm Hữu Đồn vệ . Bọn Bả Thỏ Nhi đến Ngô Gia Phần , Hóa Long và Tổng binh quan Đổng Nhất Nguyên xác định trước tiên tấn công bọn Bả Thỏ Nhi. Bá Ngôn Nhi trúng tên lạc mà chết, Bả Thỏ Nhi bị thương; Bặc Ngôn Đài Chu đánh Hữu Đồn thất bại, cũng giải vây mà đi. Vì thế Bả Thỏ Nhi, Tiểu Ngạt Thanh, Bặc Ngôn Đài Chu lại càng gắn bó, mưu đồ rửa nhục. Hóa Long và Nhất Nguyên nghiêm ngặt phòng bị, sau đó Nhất Nguyên ra khỏi biên thùy, tấn công sào huyệt của chúng, khiến Bả Thỏ Nhi tử thương. Biên thùy lại yên ổn, Hóa Long được tiến làm Binh bộ hữu thị lang.
Năm sau (1595), Tiểu Ngạt Thanh hối hận vì trót gây hấn, đến xin hàng, thỉnh cầu mở chợ gỗ ở Nghĩa Châu, còn cáo giác người Đóa Nhan bộ là Trường Ngang sắp xâm phạm. Sau đó Trường Ngang quả nhiên xâm phạm Cẩm, Nghĩa, Phó tổng binh Lý Như Mai đánh đuổi hắn ta. Tiểu Ngạt Thanh đã nói thật, Hóa Long cũng giữ lời, dâng sớ đề nghị đáp ứng lời thỉnh cầu của hắn ta, cho rằng Hà Tây thiếu gỗ, không thể cứ trông cậy vào Hà Đông, trong khi ngoài biên có thừa.
Sớ dâng lên, triều đình đồng ý, nhưng Hóa Long có bệnh nên rời chức, chợ gỗ cũng bị đình chỉ. Sau đó Tổng binh quan Mã Lâm nhắc lại đề nghị mở chợ, nhưng Tuần phủ Lý Thực không đồng ý, tranh luận lâu ngày không quyết được, Tiểu Ngạt Thanh tiếp tục cướp bóc như xưa.

## Bình định Bá Châu
Tháng 3 ÂL năm thứ 27 (1599), Hóa Long được khởi dùng chức quan cũ, làm Tổng đốc Hồ Quảng, Xuyên, Quý quân vụ kiêm Tuần phủ Tứ Xuyên, đánh dẹp thủ lãnh nổi loạn là Bá Châu  Tuyên úy sứ Dương Ứng Long. Họ Dương đánh bại người Nam Chiếu, cát cứ Bá Châu từ năm Càn Phù thứ 3 (876) đời Đường, quy phụ nhà Minh vào năm Hồng Vũ thứ 5 (1372), truyền đến Dương Ứng Long là thủ lãnh đời thứ 29, thế hệ thứ 28. Ứng Long tính nghi kỵ, hung tợn lại ham giết chóc; từng vài lần tòng chinh nên cậy công láo lếu, biết binh Tứ Xuyên yếu ớt, ngầm sanh chí cát cứ đất Thục, lén lút cướp bóc châu, huyện. Ứng Long yêu vợ lẽ Điền Thư Phượng, nghe lời gièm mà giết vợ cả Trương thị, rồi giết cả nhà vợ; hắn quen thói giết chóc để ra oai, khiến 7 họ (tính) 5 thổ ty dưới quyền không chịu nổi sự bạo ngược ấy, cùng chạy đến Quý Châu tố giác. Tuần phủ Diệp Mộng Hùng dâng sớ đề nghị đánh dẹp, nhưng triều đình không đồng ý, đòi bắt Ứng Long vào ngục ở Trùng Khánh. Ứng Long vờ tham gia cứu viện Triều Tiên để chuộc tội, nên được tha về; đến khi triều đình muốn bắt lại, hắn không ra khỏi Bá Châu nữa. Tứ Xuyên tuần phủ Vương Kế Quang phát binh đánh dẹp, nhưng gần như toàn quân bị tiêu diệt ở ải Bạch Thạch Khẩu , còn Ứng Long đổ tội cho người Miêu. Bấy giờ nhà Minh đông – tây dùng binh, không đủ lực lượng để trấn áp, nên phải chiêu phủ Bá Châu. Ứng Long cấu kết với tộc Sanh Miêu, cướp đất của 7 họ 5 thổ ty, chiếm 48 đồn ở Hồ Quảng cứ như là được triều đình ban cho, tiếp tục cướp bóc. Tháng 2 ÂL ấy, phản quân đánh bại quan quân ở Phi Luyện bảo , Đô tư Dương Quốc Trụ, Chỉ huy Lý Đình Đống đều chết. Sau đó phản quân phá Kỳ Giang, giết chết Tham tướng Phòng Gia Sủng, Du kích Trương Lương Hiền, ném thây lấp hạ du Trường Giang. Quân sư Tôn Thì Thái của phản quân đề nghị đánh chiếm Trùng Khánh, công kích Thành Đô, bắt Thục vương làm con tin; nhưng Ứng Long lần lữa, đánh tiếng mình chỉ tranh giành địa giới, mong muốn sẽ được xá miễn như trước kia. Hóa Long đến Thành Đô, quân đội chưa đến, nên vờ vịt ứng đối với hắn ta.
Minh Thần Tông nghe tin Kỳ Giang bị phá thì cả giận, truy lột chức của Tứ Xuyên, Quý Châu tuần phủ tiền nhiệm là Giang Đông tuần phủ Đàm Hi Tư, rồi ban cho Hóa Long kiếm, tạm được phép tùy nghi dẹp giặc. Phản quân đốt dịch trạm Đông Pha , Lạn Kiều , tắt nghẽn thông lộ Hồ Quảng, Quý Châu, lại đốt huyện Long Tuyền , đuổi Đô tư Dương Duy Trung. Hóa Long hặc chư tướng không làm tròn chức trách, Thẩm Thượng Văn bị bắt giam, Đồng Nguyên Trấn, Lưu Đình đều bị cách chức, sung làm sự quan. Quan quân tập hợp xong, Hóa Long trước tiên truyền hịch cho 3 vạn binh người Miêu ở Thủy Tây  giữ Quý Châu, cắt đứt liên hệ của người Miêu với Bá Châu, rồi dời đi Trùng Khánh, hội thề với đại quân ở đấy.
Tháng 2 ÂL năm sau (1600), Hóa Long chia 8 đạo tiến binh; quân đội Tứ Xuyên có 4 lộ: 1. Tổng binh quan Lưu Đinh từ Kỳ Giang xuất phát, 2. Tổng binh quan Mã Khổng Anh từ Nam Xuyên xuất phát, 3. Tổng binh quan Ngô Quảng từ Hợp Giang  xuất phát, 4. Phó tướng Tào Hi Bân chịu sự chỉ huy của Quảng, từ Vĩnh Ninh (châu)  xuất phát; quân đội Quý Châu có 3 lộ: 1. Tổng binh quan Đồng Nguyên Trấn từ Ô Giang (cửa quan)  xuất phát, 2. Tham tướng Chu Hạc Linh chịu sự chỉ huy của Nguyên Trấn, thống lãnh Thủy Tây Tuyên úy sử An Cương Thần từ Sa Khê (thôn)  xuất phát, 3. Tổng binh quan Lý Ứng Tường từ Hưng Long  xuất phát; quân đội Hồ Quảng chỉ có 1 lộ, chia làm 2 cánh: Tổng binh quan Trần Lân từ Thiên Kiều (vệ) , Phó tổng binh Trần Lương Bỉ chịu sự chỉ huy của Lân, từ Long Tuyền xuất phát. Mỗi lộ có 3 vạn binh, tỷ lệ quan binh/thổ binh là 3/7. Quý Châu tuần phủ Quách Tử Chương trú đóng Quý Dương, Hồ Quảng tuần phủ Chi Khả Đại dời đi Nguyên Châu , Hóa Long tự nắm trung quân tiếp ứng. Minh Thần Tông cho rằng Hồ Quảng quá rộng, bèn cất nhắc Giang Đạc làm Thiêm đô ngự sử, Tuần phủ Thiên (Thiên Kiều), Nguyên (Nguyên Châu). Như thế nhà Minh đặt ra chức Thiên Nguyên tuần phủ ở hành tỉnh Hồ Quảng, bắt đầu từ Giang Đạc.
Thôi quan  Cao Chiết Chi trước đó đã đem binh Nam Xuyên tiến chiếm trấn Tang Mộc, đến nay Lưu Đinh lại từ Kỳ Giang tiến vào. Dương Ứng Long đem 2 vạn binh tinh nhuệ giao cho con trai là Dương Triều Đống, nói rằng: "Mày phá Kỳ Giang, đuổi đến Nam Xuyên, đốt hết kho lẫm, khiến chúng không thể bao vây." Nhưng phản quân không địch nổi các lộ quan quân, liên tục đại bại, Ứng Long dậm chân than rằng: "Mình không theo kế của Tôn Thì Thái, bây giờ chết rồi!" Có lời đồn binh người Miêu của Thủy Tây giúp đỡ phản quân, Hóa Long cật vấn An Cương Thần, chém sứ giả của phản quân, khiến 2 họ An – Dương cắt đứt quan hệ. Nghe tin quan quân ở Ô Giang thua trận, Hóa Long bắt giam chủ tướng Đồng Nguyên Trấn, khiến chư tướng càng thêm cố gắng. Lưu Đinh tiến vào Lâu Sơn quan , đến thẳng Hải Long độn , binh của Trần Lân, An Cương Thần cũng đến. Phản quân nguy cấp, trèo lên độn tử thủ, sai sứ trá hàng. Hóa Long truyền hịch cho chư tướng chém sứ giả, đốt thư; ông cho rằng Lưu Đinh với Ứng Long là bạn cũ, khuyên dụ ông ta không được liên hệ với phản quân, Đinh răn đe người của mình để biểu thị bản thân trong sạch. 8 lộ quan quân đều hội họp dưới độn, dựng rào dài vây khốn, luân phiên tấn công. Tháng 6 ÂL, Lưu Đinh phá 2 thành Thổ, Nguyệt, Ứng Long cùng quẫn, cùng 2 người thiếp treo cổ. sáng hôm sau, quan quân vào thành, bắt cả bảy con trai của hắn ta. Triều đình giáng chiếu phanh thây Ứng Long và Dương Triều Đống ở chợ. Từ khi ra quân đến lúc dẹp xong phản quân, mất cả thảy 114 ngày, kết thúc hơn 700 năm cát cứ Bá Châu của họ Dương.
Ban đầu Hóa Long nghe tin cha mất, nhưng đang có chiến sự nên được khởi phục, đến nay mới xin về chịu tang.

## Khơi thông Hoàng Hà
Tháng 4 ÂL năm thứ 31 (1603), Hóa Long được khởi làm Công bộ hữu thị lang, Tổng lý hà đạo, cùng Hoài, Dương tuần phủ  Lý Tam Tài đề nghị khơi thông Hoàng Hà, dẫn nước trực tiếp chảy vào Gia Khẩu  đến Hạ Trấn , đi qua quãng đường dài hơn 260 dặm, tránh được vị trí hiểm trở Lữ Lương của Hoàng Hà .
Gặp lúc mẹ mất, Hóa Long một lần nữa rời chức, chưa lên đường thì được xét công Bình Bá, tấn chức Binh bộ thượng thư, gia Thiếu bảo, một con trai được Thế ấm làm Cẩm y chỉ huy sứ.
Việc khơi thông Hoàng Hà của bọn Hóa Long mang lại lợi ích lâu dài, được sử cũ ghi chép tỉ mỉ ở Hà cừ chí.

## Quản lý Binh bộ
Mùa hạ năm thứ 35 (1607), Hóa Long được khởi làm Nhung chánh thượng thư ; ông cho rằng quân đội ở kinh thành là căn bản, tâu lên trình bày 11 việc lạm, 12 việc khổ, 19 việc nên, lại nhắc đến 12 việc thi hành đồn điền, triều đình đều để đấy không hỏi. Từ năm thứ 21 (1593) về sau, bộ Binh để trống chức vụ Tả, Hữu thị lang, Hóa Long nhận chức chưa lâu, thượng thư Tiêu Đại Hanh cũng trí sĩ, ông coi cả việc bộ.
Tháng giêng ÂL năm thứ 37 (1609), kinh sư có lời đồn giặc đến, dân tranh nhau trốn tránh, người vùng biên chạy vào cửa kinh đô có đến vài vạn, khiến 9 cửa phải đóng lại giữa ban ngày. Nội các cũng nói bộ Binh chỉ có mỗi thượng thư mà thôi, làm sao ứng phó với biến cố bất ngờ, hoàng đế không trả lời. Binh sĩ Liêu Đông có hơn 2 vạn già yếu, nhưng Thuế giám Cao Hoài quá ngang ngược, khiến họ căm hờn. Hóa Long xin dừng thu thuế, còn tăng binh cả vạn người, lại dâng lên sách lược về binh – lương cần cho chiến tranh, hoàng đế cũng không trả lời.
Hóa Long đã là quan viên Nhất phẩm, hết nhiệm kỳ, được gia hàm Trụ quốc, Thiếu phó kiêm Thái tử thái bảo. Năm Thiên Khải thứ 4 (1624) , Hóa Long mất khi đang ở chức, hưởng thọ 70 tuổi, được đặt thụy là Tương Nghị, tặng hàm Thiếu sư, gia tặng Thái sư.